# كابوتي (فلم)
كابوتي (بالإنجليزية: capote) فيلم سيرة ذاتية يستعرض أحداث الأعوام الست الأهم في حياة مؤلف كتاب "إفطار في تيفاني"، حيث تقوده الصدف إلى هولوكومب - كانساس المدينة التي كانت مسرحا لجريمة بشعة راح ضحيتها عائلة مكونة من 4 أشخاص على يد متشردين عام 1959. وحصل الفيلم على جائزة أفضل ممثل رئيسي في مهرجان الأوسكار وكانت من نصيب الممثل فيليب سيمور هوفمان.

## القصة
ترومان كابوتي يقرأ خبر الجريمة صدفة في أحد الجرائد ويقرر كتابة مقال عنها، ثم يتصل بوليام شون مدير تحرير جريدة النيويوركي مستفسرا فيما إذا كان يرغب بنشر قصة عن الجريمة، ويبدي شون اهتمامه، ويغطي تكاليف رحلته إلى كانساس.
و يضمن كابوتي لنفسه تصريحا مفتوحا بالوصول إلى كافة الأطراف المتعلقة بالقضية من رجال الشرطة، مرورا بالمتهمين بجريمة القتل، الشهود، وجيران عائلة كلتر المقتولة، من خلال رشوة الشرطة المحلية.
عندما سافر كابوتي إلى كانساس اصطحب معه صديقة طفولته الكاتبة هاربر لي وكانت في هذه الفترة لم تكتب بعد روايتها الشهيرة (أن تقتل عصفورا محاكيا) التي تحولت إلى فيلم شهير. وكان في نيته كتابة مقال عن طريقة تعامل السكان المحليين مع حادث مأساوي من هذا النوع إلا أن ينتهي بكتابة رواية (بدم بارد)، والتي تصبح أكثر أحد أكثر الكتب مبيعا في أمريكا وتتحول إلى فيلم. لكنه في نفس الوقت يدفع الثمن من ذاته، وتعجل هذه التجربة المريرة بوفاته.
خلال لقاءاته مع القتلة ديك هيكوك، وبيري سميث، يتعلق كابوتي بسميث ويرتبط معه بعلاقة صداقة عميقة، فكلاهما عانى من طفولة شقية واهمال عائلي، وهناك الكثير من الصفات المشتركة بينهما.
و تمر السنين وكابوتي مقيد بالإجراءات القانونية للمحاكمة فلا يمكنه العودة إلى المنزل وانهاء كتابه قبل معرفة ما الذي سيحدث.

## الممثلين
فيليب سيمور هوفمان في دور ترومان كابوت.
كاثرين كينر في دور نيل هاربر لي.
كريس كوبر في دور ألفين ديوي.
بوب بالابان في دور ويليام شون.

## الميزانية والإيرادات
بلغت تكلفة إنتاج الفيلم حوالي 7 ملايين دولار بينما حقق أرباحا تقدر بـ 49.2 مليون دولار.

## وصلات خارجية
- مقالات تستعمل روابط فنية بلا صلة مع ويكي بيانات